# Formel 1-VM 1977
Formel 1-VM 1977 hade 17 deltävlingar som kördes under perioden 9 januari-23 oktober. Förarmästerskapet vanns av österrikaren Niki Lauda och konstruktörsmästerskapet av Ferrari. 

## Vinnare
- Förare:  Niki Lauda, Österrike, Ferrari
- Konstruktör:  Ferrari, Italien

## Grand Prix 1977
| Grand Prix                 | Datum        | Bana           | Vinnande förare  | Vinnande tillverkare |   |
| -------------------------- | ------------ | -------------- | ---------------- | -------------------- | - |
| Argentinas Grand Prix      | 9 januari    | Buenos Aires   | Jody Scheckter   | Wolf-Ford            | * |
| Brasiliens Grand Prix      | 23 januari   | Interlagos     | Carlos Reutemann | Ferrari              | * |
| Sydafrikas Grand Prix      | 5 mars       | Kyalami        | Niki Lauda       | Ferrari              | * |
| USA:s Grand Prix West      | 3 april      | Long Beach     | Mario Andretti   | Lotus-Ford           | * |
| Spaniens Grand Prix        | 8 maj        | Jarama         | Mario Andretti   | Lotus-Ford           | * |
| Monacos Grand Prix         | 22 maj       | Monte Carlo    | Jody Scheckter   | Wolf-Ford            | * |
| Belgiens Grand Prix        | 5 juni       | Zolder         | Gunnar Nilsson   | Lotus-Ford           | * |
| Sveriges Grand Prix        | 19 juni      | Anderstorp     | Jacques Laffite  | Ligier-Matra         | * |
| Frankrikes Grand Prix      | 3 juli       | Dijon-Prenois  | Mario Andretti   | Lotus-Ford           | * |
| Storbritanniens Grand Prix | 16 juli      | Silverstone    | James Hunt       | McLaren-Ford         | * |
| Tysklands Grand Prix       | 31 juli      | Hockenheimring | Niki Lauda       | Ferrari              | * |
| Österrikes Grand Prix      | 14 augusti   | Österreichring | Alan Jones       | Shadow-Ford          | * |
| Nederländernas Grand Prix  | 28 augusti   | Zandvoort      | Niki Lauda       | Ferrari              | * |
| Italiens Grand Prix        | 11 september | Monza          | Mario Andretti   | Lotus-Ford           | * |
| USA:s Grand Prix East      | 2 oktober    | Watkins Glen   | James Hunt       | McLaren-Ford         | * |
| Kanadas Grand Prix         | 9 oktober    | Mosport Park   | Jody Scheckter   | Wolf-Ford            | * |
| Japans Grand Prix          | 23 oktober   | Fuji           | James Hunt       | McLaren-Ford         | * |

## Grand Prix utanför VM 1977
| Grand Prix /Race  | Datum   | Bana         | Vinnande förare | Vinnande tillverkare |
| ----------------- | ------- | ------------ | --------------- | -------------------- |
| Race of Champions | 20 mars | Brands Hatch | James Hunt      | McLaren-Ford         |

## Stall, nummer och förare 1977
| Stall/Tillverkare                            | Nummer | Förare                             |
| -------------------------------------------- | ------ | ---------------------------------- |
| Apollon-Ford                                 | 41     | Loris Kessel, Schweiz              |
| ATS (Penske-Ford)                            | 33     | Hans Binder, Österrike             |
| ATS (Penske-Ford)                            | 34     | Jean-Pierre Jarier, Frankrike      |
| ATS (Penske-Ford)                            | 35     | Hans Heyer, Tyskland               |
| ATS (Penske-Ford)                            | 35     | Hans Binder, Österrike             |
| Boro-Ford                                    | 38     | Brian Henton, Storbritannien       |
| Brabham-Alfa Romeo                           | 7      | John Watson, Storbritannien        |
| Brabham-Alfa Romeo                           | 8      | Carlos Pace, Brasilien             |
| Brabham-Alfa Romeo                           | 8      | Hans-Joachim Stuck, Tyskland       |
| Brabham-Alfa Romeo                           | 21     | Giorgio Francia, Italien           |
| British Formula One Racing Team (March-Ford) | 38     | Brian Henton, Storbritannien       |
| British Formula One Racing Team (March-Ford) | 38     | Bernard de Dryver, Belgien         |
| BRM                                          | 14     | Larry Perkins, Australien          |
| BRM                                          | 29, 40 | Teddy Pilette, Belgien             |
| BRM                                          | 35     | Conny Andersson, Sverige           |
| BRM                                          | 35     | Guy Edwards, Storbritannien        |
| BS Fabrications (March-Ford & McLaren-Ford)  | 30     | Brett Lunger, USA                  |
| Emilio de Villota (McLaren-Ford)             | 36     | Emilio de Villota, Spanien         |
| Ensign-Ford                                  | 22     | Clay Regazzoni, Schweiz            |
| Ensign-Ford                                  | 22     | Jacky Ickx, Belgien                |
| Ferrari                                      | 11     | Niki Lauda, Österrike              |
| Ferrari                                      | 11, 21 | Gilles Villeneuve, Kanada          |
| Ferrari                                      | 12     | Carlos Reutemann, Argentina        |
| Fittipaldi-Ford                              | 28     | Emerson Fittipaldi, Brasilien      |
| Fittipaldi-Ford                              | 29     | Ingo Hoffman, Brasilien            |
| Heroes Racing Corporation (Kojima-Ford)      | 52     | Kazuyoshi Hoshino, Japan           |
| Hesketh-Ford                                 | 24     | Rupert Keegan, Storbritannien      |
| Hesketh-Ford                                 | 25     | Harald Ertl, Österrike             |
| Hesketh-Ford                                 | 25, 39 | Hector Rebaque, Mexiko             |
| Hesketh-Ford                                 | 25, 39 | Ian Ashley, Storbritannien         |
| Interscope Racing (Penske-Ford)              | 14     | Danny Ongais, USA                  |
| Kojima-Ford                                  | 51     | Noritake Takahara, Japan           |
| LEC-Ford                                     | 31     | David Purley, Storbritannien       |
| Ligier-Matra                                 | 26     | Jacques Laffite, Frankrike         |
| Ligier-Matra                                 | 27     | Jean-Pierre Jarier, Frankrike      |
| Lotus-Ford                                   | 5      | Mario Andretti, USA                |
| Lotus-Ford                                   | 6      | Gunnar Nilsson, Sverige            |
| March-Ford                                   | 9      | Alex Ribeiro, Brasilien            |
| March-Ford                                   | 10     | Ian Scheckter, Sydafrika           |
| March-Ford                                   | 10     | Hans-Joachim Stuck, Tyskland       |
| March-Ford                                   | 10     | Brian Henton, Storbritannien       |
| McGuire-Ford                                 | 45     | Brian McGuire, Australien          |
| McLaren-Ford                                 | 1      | James Hunt, Storbritannien         |
| McLaren-Ford                                 | 2      | Jochen Mass, Tyskland              |
| McLaren-Ford                                 | 14     | Bruno Giacomelli, Italien          |
| McLaren-Ford                                 | 40     | Gilles Villeneuve, Kanada          |
| Meiritsu Racing Team (Tyrrell-Ford)          | 50     | Kunimitsu Takahashi, Japan         |
| Melchester Racing (Surtees-Ford)             | 44     | Tony Trimmer, Storbritannien       |
| Merzario (March-Ford)                        | 37     | Arturo Merzario, Italien           |
| RAM (March-Ford)                             | 32     | Mikko Kozarowitzky, Finland        |
| RAM (March-Ford)                             | 32     | Michael Bleekemolen, Nederländerna |
| RAM (March-Ford)                             | 33     | Boy Hayje, Nederländerna           |
| RAM (March-Ford)                             | 33     | Andy Sutcliffe, Storbritannien     |
| Renault                                      | 15     | Jean-Pierre Jabouille, Frankrike   |
| Shadow-Ford                                  | 16     | Tom Pryce, Storbritannien          |
| Shadow-Ford                                  | 16     | Riccardo Patrese, Italien          |
| Shadow-Ford                                  | 16     | Jackie Oliver, Storbritannien      |
| Shadow-Ford                                  | 16     | Arturo Merzario, Italien           |
| Shadow-Ford                                  | 16     | Jean-Pierre Jarier, Frankrike      |
| Shadow-Ford                                  | 16, 17 | Renzo Zorzi, Italien               |
| Shadow-Ford                                  | 17     | Alan Jones, Australien             |
| Surtees-Ford                                 | 18     | Hans Binder, Österrike             |
| Surtees-Ford                                 | 18     | Larry Perkins, Australien          |
| Surtees-Ford                                 | 18     | Patrick Tambay, Frankrike          |
| Surtees-Ford                                 | 18     | Vern Schuppan, Australien          |
| Surtees-Ford                                 | 18     | Lamberto Leoni, Italien            |
| Surtees-Ford                                 | 19     | Vittorio Brambilla, Italien        |
| Theodore (Ensign-Ford)                       | 23     | Patrick Tambay, Frankrike          |
| Tyrrell-Ford                                 | 3      | Ronnie Peterson, Sverige           |
| Tyrrell-Ford                                 | 4      | Patrick Depailler, Frankrike       |
| Williams (March-Ford)                        | 27     | Patrick Nève, Belgien              |
| Wolf-Ford                                    | 20     | Jody Scheckter, Sydafrika          |

## Slutställning förare 1977
| Placering | Förare             | Konstruktör        | Poäng | Poäng |
| --------- | ------------------ | ------------------ | ----- | ----- |
| 1         | Niki Lauda         | Ferrari            | 72    |       |
| 2         | Jody Scheckter     | Wolf-Ford          | 55    |       |
| 3         | Mario Andretti     | Lotus-Ford         | 47    |       |
| 4         | Carlos Reutemann   | Ferrari            | 42    |       |
| 5         | James Hunt         | McLaren-Ford       | 40    |       |
| 6         | Jochen Mass        | McLaren-Ford       | 25    |       |
| 7         | Alan Jones         | Shadow-Ford        | 22    |       |
| 8         | Gunnar Nilsson     | Lotus-Ford         | 20    |       |
| 9         | Patrick Depailler  | Tyrrell-Ford       | 20    |       |
| 10        | Jacques Laffite    | Ligier-Matra       | 18    |       |
| 11        | Hans-Joachim Stuck | Brabham-Alfa Romeo | 12    |       |
| 12        | Emerson Fittipaldi | Fittipaldi-Ford    | 11    |       |
| 13        | John Watson        | Brabham-Alfa Romeo | 9     |       |
| 14        | Ronnie Peterson    | Tyrrell-Ford       | 7     |       |
| 15        | Vittorio Brambilla | Surtees-Ford       | 6     |       |
| 16        | Carlos Pace        | Brabham-Alfa Romeo | 6     |       |
| 17        | Clay Regazzoni     | Ensign-Ford        | 5     |       |
| 18        | Patrick Tambay     | Ensign-Ford        | 5     |       |
| 19        | Jean-Pierre Jarier | Penske-Ford        | 1     |       |
| 20        | Riccardo Patrese   | Shadow-Ford        | 1     |       |
| 21        | Renzo Zorzi        | Shadow-Ford        | 1     |       |

## Slutställning konstruktörer 1977
| Placering | Konstruktör        | Poäng |
| --------- | ------------------ | ----- |
| 1         | Ferrari            | 95    |
| 2         | Lotus-Ford         | 62    |
| 3         | McLaren-Ford       | 60    |
| 4         | Wolf-Ford          | 55    |
| 5         | Brabham-Alfa Romeo | 27    |
| =         | Tyrrell-Ford       | 27    |
| 7         | Shadow-Ford        | 23    |
| 8         | Ligier-Matra       | 18    |
| 9         | Fittipaldi-Ford    | 11    |
| 10        | Ensign-Ford        | 10    |
| 11        | Surtees-Ford       | 6     |
| 12        | Penske-Ford        | 1     |
| 13        | March-Ford         | 0     |
| =         | Hesketh-Ford       | 0     |
| =         | Kojima-Ford        | 0     |
| =         | LEC-Ford           | 0     |
| =         | Boro-Ford          | 0     |
| =         | Renault            | 0     |
| =         | BRM                | 0     |
| =         | McGuire-Ford       | 0     |